# 小谷サービスエリア

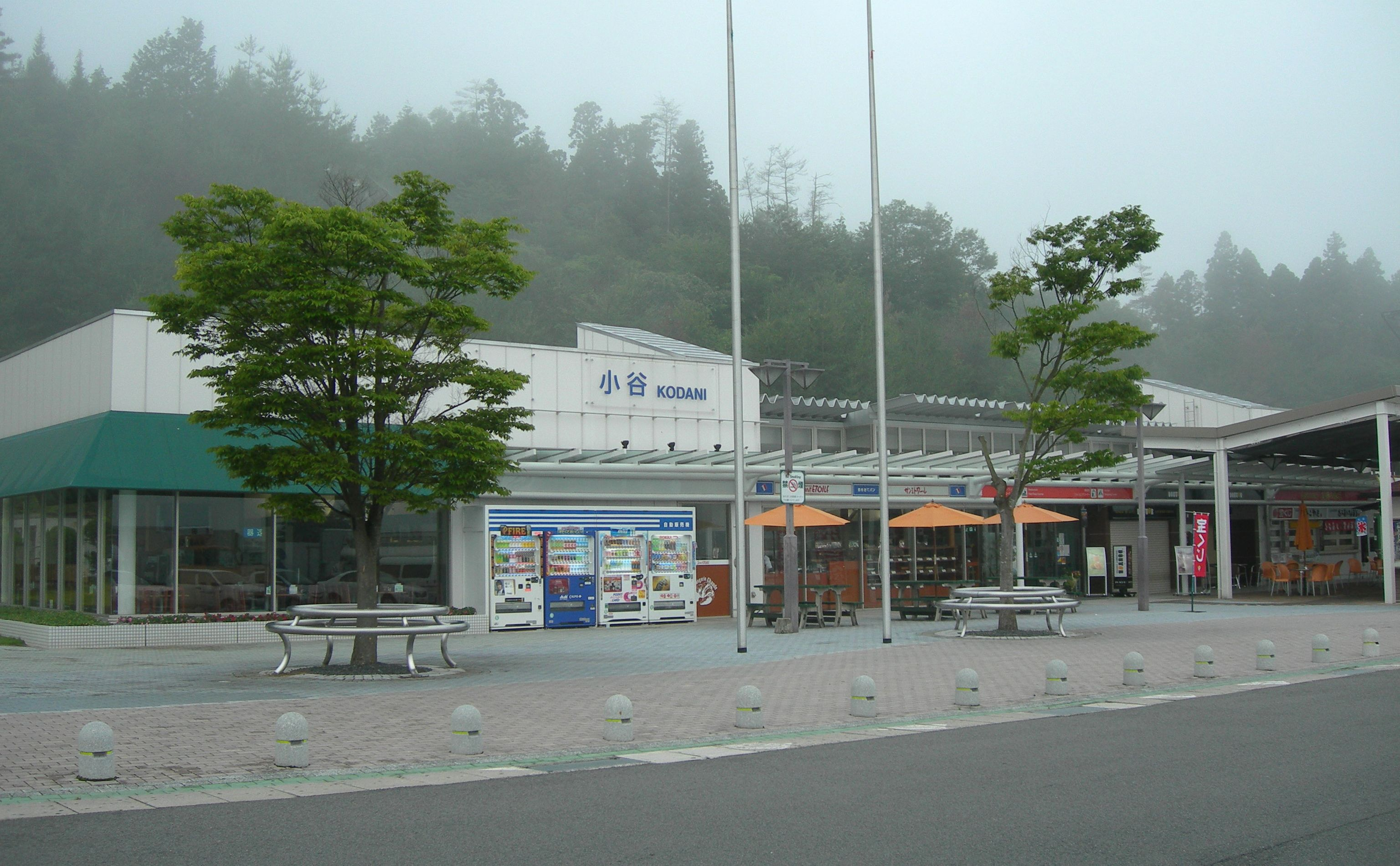
下り線施設

小谷サービスエリア（こだにサービスエリア）は、広島県東広島市高屋町小谷にある山陽自動車道のサービスエリア。
上り線のすぐそばに住宅団地（おおぞら台）がある。

## 道路
- E2 山陽自動車道

## 施設
トイレは上下線とも2008年（平成20年）3月25日にリニューアルオープンをした。また当SAはNEXCO西日本エリアでは初となるファミリートイレを男女各1箇所設置した。

### 上り線（岡山方面）
- 駐車場
  - 大型68台
  - 小型164台
  - 車椅子用駐車場有
- トイレ
  - 男性 大6（和式1・洋式5）・小14
  - 女性 36（和式7・洋式29）
  - 車椅子用 2
  - ファミリートイレ 2（男性用1・女性用1）
- ガソリンスタンド出光興産((株)大野石油店）、24時間）
- 電気自動車用急速充電器（24時間、要事前登録）
- レストラン（アンデルセン、11:00 - 21:00（ラストオーダー20:30））
- スナック（アンデルセン、24時間）
- ショッピング（アンデルセン、24時間）
- ベーカリー（アンデルセン、7:00 - 22:00）
- 自動販売機
- スターバックスコーヒー（8:00 - 21:00）
- 携帯電話充電器（24時間）
- インフォメーション・FAXサービス（平日9:00 - 17:00/土日祝9:00 - 19:00）
- ハイウェイ情報ターミナル
- 宝くじコーナー（9:00 - 17:00）
- 郵便ポスト（高屋郵便局）
- ATM（イーネット）
- ウェルカムゲート（7:00 - 22:00、コインパーキング式駐車場11台）

### 下り線（広島方面）
- 駐車場
  - 大型95台
  - 小型150台
  - 車椅子用駐車場有
- トイレ
  - 男性 大6（和式1・洋式5）・小14
  - 女性 36（和式7・洋式29）
  - 車椅子用 2
  - ファミリートイレ 2（男性用1・女性用1）
- ガソリンスタンド（ENEOS（西日本宇佐美）、24時間）
以前はコスモ石油販売(株)(コスモ石油)が運営していた。
- 電気自動車用急速充電器（24時間、要事前登録）
- シャワーステーション（24時間）
  - コインシャワー
    - 男性 3
    - 女性 1

  - コインランドリー
    - 洗濯機 3
    - 乾燥機 3
- スナック（ロイヤルコントラクトサービス、24時間）
- ショッピング（ロイヤルコントラクトサービス、24時間）
- ベーカリー（7:00 - 20:00）
- カフェ「key,s カフェ」（8:00 - 20:00）
- アイスクリーム専門店「ドルチェ」（9:00 - 18:00）
- コンビニエンスストア（セブン-イレブン、24時間）[1]
- 自動販売機
- 携帯電話充電器（24時間）
- インフォメーション・FAXサービス（平日9:00 - 17:00/土日祝8:00 - 17:00）
- ハイウェイ情報ターミナル
- 宝くじ（セブンイレブン内、24時間）
- 郵便ポスト（高屋郵便局）
- ベビーコーナー（24時間）
- KIDSコーナー（24時間）
- ウェルカムゲート（7:00 - 22:00、駐車場7台）

## 周辺
- 西日本旅客鉄道 山陽本線 白市駅
- 小谷郵便局

## 隣
E2 山陽自動車道
(25)河内IC - 小谷SA - (25-1)高屋JCT/IC